# メゾソプラノ
メゾソプラノ（伊 mezzosoprano）は、女声歌手で、概ね合唱ではA3～F5、ソロや他パートとのユニゾンではF3～A5くらいの声域をもつ。略してメゾとも言う。

## 概要
メゾソプラノは一般にソプラノよりも暗めの声質をもち、声域はソプラノとコントラルトの中間にくる。メゾ（mezzo、正しくは「メッゾ ([mɛddzo])」と発音される）とはイタリア語で「中間」（mid- ）の意味である。
オペラでは、メゾソプラノは必ずしも声域の高低だけではなく、声の質が重要である。ロッシーニの『セビリアの理髪師』のロジーナや『チェネレントラ（シンデレラ）』のアンジェリーナのように、ソプラノ歌手並みの高音のコロラトゥーラ技法を要求されるレパートリーもあり、これらの役割を歌う歌手はやや軽い声を持つ。一方、ヴェルディのオペラの役柄、例えば『トロヴァトーレ』のアズチェーナや『ドン・カルロ』のエボリ姫などでは、よりドラマティックで力強い声質が要求される。
モーツァルトやグルックなど18世紀以前のオペラでは、カストラートのために書かれた役柄があるが、今日ではメゾソプラノが歌うのが普通である。また、カストラートが衰退した後も、あえて若い男性の役にメゾソプラノの歌手を指定する例もある（ズボン役と呼ばれる）。この場合、女性歌手が男装して歌うことになり、中性的な独特の効果を生む。
メゾソプラノが主役となるオペラはビゼー『カルメン』が最も有名であり、他にサン＝サーンスの『サムソンとデリラ』などの例がある。

## メゾソプラノに分類される歌手の例

### 日本以外
- あ行
  - ケイト・アルドリッチ
  - アストリッド・ヴァルナイ
  - シャーリー・ヴァーレット（英語版）
  - ルチア・ヴァレンティーニ＝テッラーニ
  - ルクレティア・ウェスト
  - ロザリンド・エリアス
  - バルブロ・エリクソン
  - アンネ・ゾフィー・フォン・オッター
  - エレナ・オブラスツォワ（英語版）
- か行
  - ヴェッセリーナ・カサロヴァ
  - ブルーナ・カスターニャ
  - エリーナ・ガランチャ
  - ポーリーヌ・ガルシア＝ヴィアルド
  - アンゲリカ・キルヒシュラーガー
  - デニス・グレイヴズ
  - クレール・クロワザ
  - エレナ・ゲルハルト
  - マグダレーナ・コジェナー
  - フィオレンツァ・コッソット
- さ行
  - エウゲニア・ザレスカ
  - キャサリン・ジェンキンス
  - ジュリエッタ・シミオナート
  - シモーネ・シモンズ
  - フレデリカ・フォン・シュターデ
  - グラディス・スウォーザウト（英語版）
  - リーゼ・スティーヴンス
  - エベ・スティニャーニ
  - コンチータ・スペルビア
- た行
  - ピア・タシナーリ
  - アイリーン・ダリス
  - ジョイス・ディ・ドナート（英語版）
  - ルチアーナ・ディンティーノ（英語版）
  - ジャン・デガエターニ
  - ジェニー・トゥーレル
  - タティアーナ・トロヤノス
- な行
  - ミリヤーナ・ニコリッチ（英語版）
- は行
  - ジャーヌ・バトリ
  - キャシー・バーベリアン
  - アグネス・バルツァ
  - ダニエラ・バルチェッローナ（英語版）
  - チェチーリア・バルトリ
  - フェードラ・バルビエーリ（英語版）
  - グレース・バンブリー
  - リタ・フォード
  - ブリギッテ・ファスベンダー
  - ジャネット・ベイカー
  - テレサ・ベルガンサ
  - マリリン・ホーン
  - グレース・ホフマン
- ま行
  - ヴァルトラウト・マイアー
  - マリア・マリブラン
  - マチルデ・マルケージ
  - ヘルガ・ミュラー＝モリナーリ
  - イヴォンヌ・ミントン
  - マルタ・メードル
- や行
- ら行
  - ジェニファー・ラーモア
  - アンナ・ラルソン
  - マルヤーナ・リポフシェク
  - クリスタ・ルートヴィヒ
  - キャサリン・ロビン

### 日本
- あ行
  - 浅田秀子
  - 荒田祐子
  - 伊原直子
  - 浦野りせ子
  - 大友幸世
  - 小野美咲
- か行
  - 春日成子
  - 片桐仁美
  - 金子美香 (声楽家)
  - 川崎静子
  - 栗本尊子
  - 木村宏子
  - 小山由美
- さ行
  - 坂本朱
  - 佐々木成子
  - 佐藤美子
  - 澤村翔子
  - 重松みか
  - 柴田秀子
  - 志村年子
  - 白井光子
- た行
  - 高島宏子
  - 竹本節子
  - 寺谷千枝子
  - 戸田敏子
  - 鳥木弥生
- な行
  - 永井和子
  - 中島豊子
  - 中村浩子
  - 夏目久子
  - 成田絵智子
  - 鳴海真希子
  - 西明美
  - 野村陽子
- は行
  - 波多野睦美
  - 林美智子
  - 福島紀子
  - 藤村実穂子
- ま行
  - 松藤夢路
  - 三井ツヤ子
  - 毛利準
  - 森池日佐子
- や行
  - 山際きみ佳
- ら行

## 他の声域
- ソプラノ
- ボーイソプラノ
- アルト（コントラルト）
- カウンターテナー / カストラート
- テノール
- バリトン
- バス